# 白音花镇
白音花镇，是中华人民共和国内蒙古自治区通辽市库伦旗下辖的一个乡镇级行政单位。

## 行政区划
白音花镇下辖以下地区：
白音花嘎查、察哈尔嘎查、苏斯嘎查、厚很塔本白兴嘎查、仨麻子嘎查、奈木哈尔嘎查、巴达荣贵嘎查、厚很嘎查、少荣稿嘎查、乌兰岗嘎查、阿其玛嘎查、斯日布嘎查、坤地嘎查、巴雅尔图嘎查、保力巴逊嘎查、查干朝鲁台嘎查、下库里图嘎查、上张达嘎查、下张达嘎查和海力斯台嘎查。